# Дім оновлених
«Дім оновлених» (англ. New Folk's Home) — науково-фантастичне оповідання Кліффорда Сімака, вперше опубліковане журналом «Analog Science Fiction» у липні 1963 року.

## Сюжет
Самотній пенсіонер Фредерік Грей, бувший декан юридичного факультету, знаходить біля постійного місця своєї риболовлі новозбудований будинок. Коли він пошкоджує ногу і не має змоги добратись до свого автомобіля, йому доводиться скористатись гостинністю нового порожнього будинку.
Наступного ранку він виявляє, що пошкоджена нога були вилікована, а будинок починає підлаштовуватись під його смаки. Телефонний дзвінок повідомляє, що відтепер він може користуватись будинком скільки захоче, а взамін може надати свою допомогу.
Йому присилають справу міжпланетного суду, яку він має вирішувати разом з двома суддями з різних планет.
Грею подобається завдання, він не тільки розпочинає ознайомлення з міжпланетним правом, а й починає розмірковувати над уніфікацією його з юридичним законодавством на Землі.